# Maniitsoq Lufthavn
Maniitsoq Lufthavn (IATA: JSU, ICAO: BGMQ) er en grønlandsk flyveplads beliggende i Maniitsoq (Sukkertoppen) med en asfaltlandingsbane på 799 m x 30 m. I 2008 var der 16.880 afrejsende passagerer fra flyvepladsen fordelt på 844 starter (gennemsnitligt 20,00 passagerer pr. start).
Maniitsoq Lufthavn drives af Mittarfeqarfiit, Grønlands Lufthavnsvæsen. Statens Luftfartsvæsen fører tilsyn med flyvepladsen.
Flyvepladsen betjener ruter til Nuuk og til Kangerlussuaq Lufthavn, der beflyves med Dash 8-fly.

## Eksterne links
- AIP for BGMQ fra Statens Luftfartsvæsen Arkiveret 13. marts 2013 hos  Wayback Machine